# Eternitate
Eternitate (din latină aeternitas, -atis) se referă la existența infinită în timp, constituind una dintre proprietățile de bază ale materiei.
În timp ce în cultura populară, termenul de eternitate de obicei înseamnă pur și simplu existență pentru o cantitate nelimitată de timp, mulți alții l-au folosit pentru a desemna o existență atemporală cu totul în afara timpului. În schimb, existența infinită temporală este denumită veșnicie. Ceva etern există în afara timpului; prin contrast, ceva veșnic există pe un timp infinit.
Există o serie de argumente privind eternitatea, prin care susținătorii conceptului, în principal Aristotel, au pretins că au dovedit faptul că materia, mișcarea și timpul trebuie să fie eterne.  